# ساینتیفیک ریپورتز
ساینتیفیک ریپورتز یا گزارش علمی (انگلیسی: Scientific Reports) یک مگا ژورنال علمی دسترسی آزاد داوری همتا آنلاین است که توسط نیچر پورتفولیو منتشر شده‌است و همه حوزه‌های علوم طبیعی را پوشش می‌دهد. این مجله در سال ۲۰۱۱ راه‌اندازی شد. این مجله اعلام کرده‌است که هدف آنها صرفاً ارزیابی اعتبار علمی مقاله ارسالی است، نه اهمیت، مفهوم یا درک آنها.
در سپتامبر ۲۰۱۶، ساینتیفیک ریپورتز با پشت سر گذاشتن پلاس وان به بزرگترین مجله جهان از نظر تعداد مقاله تبدیل شد.